# روبرت إل. كينغ
روبرت إل. كينغ (بالإنجليزية: Robert L. King)‏ هو محامي وسياسي أمريكي، ولد في 27 ديسمبر 1946 في الولايات المتحدة. حزبياً، نشط في الحزب الجمهوري. وقد انتخب عضو جمعية ولاية نيويورك.